# Чемпионат России по плаванию на короткой воде 2011
Чемпионат России по плаванию на короткой воде 2011 года прошёл с 8 по 11 ноября в Волгограде в спортивном комплексе «Искра».
Чемпионат являлся квалификационным к чемпионату Европы в Щецине, который прошёл 8—11 декабря.
В командном зачете победила команда Москвы, на втором месте — Санкт-Петербург, на третьем — Пензенская область. Наибольшее количество рейтинговых очков FINA набрали Вячеслав Синькевич (Омская область) — 912 на дистанции 200 м брассом и Елена Соколова (Москва) — 908 на дистанции 400 м вольным стилем.

## Призёры

### Мужчины
| Дисциплины                      | Золото | Золото   | Серебро | Серебро  | Бронза | Бронза   |
| ------------------------------- | --- | -------- | --- | -------- | --- | -------- |
| 50 м вольным стилем             | Сергей Фесиков ЯНАО — Пензенская область                                                                   | 21.09    | Евгений Лагунов Архангельская обл. — Санкт-Петербург                                                                | 21.67    | Андрей Гречин Санкт-Петербург — Алтайский край                                                                     | 21.88    |
| 100 м вольным стилем            | Никита Лобинцев Московская обл. — Свердловская обл.                                                        | 46.98    | Сергей Фесиков ЯНАО — Пензенская область                                                                            | 47.03    | Евгений Лагунов Архангельская обл. — Санкт-Петербург                                                               | 47.37    |
| 200 м вольным стилем            | Александр Сухоруков Санкт-Петербург — Коми                                                                 | 1:43.70  | Никита Лобинцев Московская обл. — Свердловская обл.                                                                 | 1:43.84  | Вячеслав Андрусенко Санкт-Петербург-1                                                                              | 1:44.11  |
| 400 м вольным стилем            | Михаил Полищук Москва-1                                                                                    | 3:41.54  | Александр Селин Москва-1                                                                                            | 3:42.65  | Никита Лобинцев Московская обл. — Свердловская обл.                                                                | 3:45.28  |
| 1500 м вольным стилем           | Алексей Солпековский Псковская область                                                                     | 14:45.30 | Евгений Куликов Москва-1                                                                                            | 14:46.11 | Николай Булахов Волгоградская область                                                                              | 15:00.32 |
|                                 | |          | |          | |          |
| 50 м на спине                   | Станислав Донец Краснодарский край — Ульяновская обл.                                                      | 23.56    | Виталий Борисов Пензенская область                                                                                  | 23.77    | Сергей Маков Омская обл. — Алтайский край                                                                          | 23.83    |
| 100 м на спине                  | Виталий Мельников Москва-1                                                                                 | 51.98    | Виталий Борисов Пензенская область                                                                                  | 52.28    | Сергей Маков Омская обл. — Алтайский край                                                                          | 52.34    |
| 200 м на спине                  | Артём Дубовской Ростовская область                                                                         | 1:54.59  | Сергей Маков Омская обл. — Алтайский край                                                                           | 1:54.91  | Виталий Мельников Москва-1                                                                                         | 1:55.00  |
|                                 | |          | |          | |          |
| 50 м брассом                    | Сергей Гейбель Новосибирская область                                                                       | 26.99    | Игорь Головин Хабаровский край                                                                                      | 27.12    | Станислав Лахтюхов Москва-1                                                                                        | 27.15    |
| 100 м брассом                   | Станислав Лахтюхов Москва-1                                                                                | 58.19    | Вячеслав Синькевич Омская обл. — Волгоградская обл.                                                                 | 58.33    | Сергей Гейбель Новосибирская область                                                                               | 58.92    |
| 200 м брассом                   | Вячеслав Синькевич Омская обл. — Волгоградская обл.                                                        | 2:04.43  | Олег Костин Нижегородская область                                                                                   | 2:05.84  | Сергей Силин Нижегородская область                                                                                 | 2:07.94  |
|                                 | |          | |          | |          |
| 50 м баттерфляем                | Никита Коновалов Волгоградская обл. — Омская обл.                                                          | 23.14    | Иван Удалов Санкт-Петербург-1                                                                                       | 23.46    | Дмитрий Покотыло Самарская область                                                                                 | 23.62    |
| 100 м баттерфляем               | Николай Скворцов Калужская область                                                                         | 51.28    | Никита Коновалов Волгоградская обл. — Омская обл.                                                                   | 51.33    | Дмитрий Покотыло Самарская область                                                                                 | 52.50    |
| 200 м баттерфляем               | Николай Скворцов Калужская область                                                                         | 1:53.87  | Сергей Иванов Самарская область                                                                                     | 1:55.29  | Александр Воробьёв Санкт-Петербург-1                                                                               | 1:57.35  |
|                                 | |          | |          | |          |
| 100 м комплексное плавание      | Дмитрий Жилин Москва-1                                                                                     | 53.73    | Андрей Гречин Санкт-Петербург — Алтайский край                                                                      | 54.37    | Александр Клюкин Самарская область                                                                                 | 54.56    |
| 200 м комплексное плавание      | Дмитрий Жилин Москва-1                                                                                     | 1:55.20  | Вячеслав Андрусенко Санкт-Петербург-1                                                                               | 1:56.05  | Иван Трофимов Пензенская область                                                                                   | 1:58.04  |
| 400 м комплексное плавание      | Александр Тихонов Москва-1                                                                                 | 4:07.47  | Дмитрий Жилин Москва-1                                                                                              | 4:10.44  | Иван Трофимов Пензенская область                                                                                   | 4:11.50  |
|                                 | |          | |          | |          |
| Эстафета 4×50 м вольным стилем  | Москва-1 Артём Лобузов (22.60) Фёдор Ефремов (22.17) Денис Митрофанов (22.00) Дмитрий Ермаков (21.57)      | 1:28.34  | Красноярский край Алексей Степанов (22.90) Константин Зотов (22.40) Владимир Неверов (22:27) Андрей Арбузов (21.56) | 1:29.13  | Волгоградская область Михаил Украинский (22.58) Андрей Ушаков (22.77) Никита Китаев (22.18) Денис Медведев (21.89) | 1:29.42  |
| Комбинированная эстафета 4×50 м | Санкт-Петербург-1 Павел Чесноков (24.34) Андрей Николаев (26.89) Иван Удалов (23.02) Андрей Гречин (21.84) | 1:36.09  | Москва-1 Виталий Мельников (24.42) Станислав Лахтюхов (26.52) Дмитрий Жилин (23.83) Дмитрий Ермаков (21.69)         | 1:36.46  | Омская область Сергей Маков (24.09) Вячеслав Синькевич (27.07) Роман Кайгородцев (23.68) Роман Диколенко (21.76)   | 1:36.60  |

### Женщины
| Дисциплины                      | Золото | Золото     | Серебро | Серебро | Бронза | Бронза  |
| ------------------------------- | --- | ---------- | --- | ------- | --- | ------- |
| 50 м вольным стилем             | Светлана Федулова Санкт-Петербург — Коми                                                                               | 25.09      | Анастасия Аксёнова Пензенская область — Коми                                                                           | 25.38   | Наталья Ловцова Самарская область                                                                                         | 25.40   |
| 100 м вольным стилем            | Маргарита Нестерова Белгородская область                                                                               | 54.03      | Виктория Андреева Санкт-Петербург-1                                                                                    | 54.11   | Елена Соколова Москва-1                                                                                                   | 54.71   |
| 200 м вольным стилем            | Вероника Попова Санкт-Петербург-1                                                                                      | 1:55.26    | Елена Соколова Москва-1                                                                                                | 1:57.08 | Виктория Малютина Пензенская область                                                                                      | 1:58.19 |
| 400 м вольным стилем            | Елена Соколова Москва-1                                                                                                | 4:02.57    | Вероника Попова Санкт-Петербург-1                                                                                      | 4:06.23 | Александра Веселова Нижегородская область                                                                                 | 4:08.52 |
| 800 м вольным стилем            | Елена Соколова Москва-1                                                                                                | 8:29.49    | Елизавета Горшкова Москва-1                                                                                            | 8:29.60 | Яна Мартынова Татарстан                                                                                                   | 8:39.16 |
|                                 | |            | |         | |         |
| 50 м на спине                   | Анастасия Зуева Пензенская область                                                                                     | 27.01      | Ксения Москвина ЯНАО                                                                                                   | 27.58   | Маргарита Нестерова Белгородская область                                                                                  | 27.91   |
| 100 м на спине                  | Анастасия Зуева Пензенская область                                                                                     | 57.65      | Ксения Москвина ЯНАО                                                                                                   | 58.83   | Мария Громова Москва-1 | 59.55   |
| 200 м на спине                  | Мария Громова Москва-1                                                                                                 | 2:07.40    | Кристина Вершинина ХМАО — Югра                                                                                         | 2:09.18 | Александра Папуша Москва-1                                                                                                | 2:09.62 |
|                                 | |            | |         | |         |
| 50 м брассом                    | Валентина Артемьева Новосибирская область                                                                              | 30.12      | Дарья Деева Свердловская область                                                                                       | 30.46   | Вера Калашникова Москва-1                                                                                                 | 31.19   |
| 100 м брассом                   | Валентина Артемьева Новосибирская область                                                                              | 1:05.60    | Дарья Деева Свердловская область                                                                                       | 1:06.17 | Вера Калашникова Москва-1                                                                                                 | 1:06.95 |
| 200 м брассом                   | Анастасия Чаун Москва-1                                                                                                | 2:21.81    | Вера Калашникова Москва-1                                                                                              | 2:21.84 | Ирина Новикова Москва-1                                                                                                   | 2:27.67 |
|                                 | |            | |         | |         |
| 50 м баттерфляем                | Анастасия Лязева Санкт-Петербург-1                                                                                     | 26.34      | Василиса Владыкина Омская область                                                                                      | 26.52   | Ирина Беспалова Архангельская обл. — С.-Петербург                                                                         | 26.67   |
| 100 м баттерфляем               | Ирина Беспалова Архангельская обл. — С.-Петербург                                                                      | 57.97      | Светлана Федулова Санкт-Петербург — Коми                                                                               | 59.00   | Светлана Чимрова Москва-1                                                                                                 | 59.50   |
| 200 м баттерфляем               | Вероника Попова Санкт-Петербург-1                                                                                      | 2:09.09 РР | Анастасия Лязева Санкт-Петербург-1                                                                                     | 2:11.07 | Анна Киселёва ХМАО — Югра                                                                                                 | 2:11.62 |
|                                 | |            | |         | |         |
| 100 м комплексное плавание      | Вероника Попова Санкт-Петербург-1                                                                                      | 1:00.42    | Ольга Ключникова Пензенская область                                                                                    | 1:00.96 | Екатерина Андреева Владимирская область                                                                                   | 1:01.53 |
| 200 м комплексное плавание      | Виктория Андреева Санкт-Петербург-1                                                                                    | 2:10.17    | Дарья Белякина Московская область                                                                                      | 2:11.17 | Кристина Кочеткова Пензенская область                                                                                     | 2:12.25 |
| 400 м комплексное плавание      | Яна Мартынова Татарстан                                                                                                | 4:37.26    | Дарья Белякина Московская область                                                                                      | 4:37.87 | Ольга Семёнова ХМАО — Югра                                                                                                | 4:41.82 |
|                                 | |            | |         | |         |
| Эстафета 4×50 м вольным стилем  | Санкт-Петербург-1 Вероника Попова (25.16) Светлана Федулова (24.76) Анастасия Лязева (25.38) Виктория Андреева (24.85) | 1:40.15    | Москва Татьяна Шепель (25.71) Мария Резникова (24.90) Розалия Насретдинова (25.63) Юлия Манцева (25.33)                | 1:41.57 | Самарская область Анастасия Крастелёва (57.70) Евгения Зубанова (56.53) Мария Арсеньева (57.33) Наталья Ловцова (54.49)   | 3:46.05 |
| Комбинированная эстафета 4×50 м | Москва-1 Александра Папуша (28.08) Вера Калашникова (30.78) Светлана Чимрова (26.36) Мария Резникова (24.86)           | 1:50.08    | Санкт-Петербург-1 Виктория Андреева (28.59) Светлана Федулова (31.23) Анастасия Лязева (25.97) Вероника Попова (24.60) | 1:50.39 | Пензенская область Анастасия Зуева (27.42) Екатерина Уймёнова (31.50) Ольга Ключникова (26.55) Анастасия Аксёнова (25.13) | 1:50.60 |